# 伊藤清美 (女優)
伊藤 清美（いとう きよみ、1959年4月5日 - ）は、日本の女優。北海道苫小牧市出身。1980年代中頃からピンク映画を中心に活躍した。

## 経歴
北海道苫小牧東高等学校卒業、札幌静修短期大学中退後、1981年に上京、エディター・スクールに通い、出版社でアルバイトをする傍ら、週刊宝石（光文社）のグラビア（「あなたのオッパイ見せてくれませんか？」）に出たことをきっかけに成人誌でヌードモデルの仕事を始め、特にSM系の雑誌やビニ本などで活躍する。
前衛劇団『発見の会』に衣裳係として参加しながら、愛染恭子一座とストリップ劇場を回った時、大蔵映画の小川和久監督の助監督をしていた細山智明監督と出会い、ピンク映画女優としてデビューすることになり、その後、10年間で約130本もの映画に出演する人気女優となった。並行してアダルトビデオなどにも出演する。
映画の脚本なども手がけており、『映画芸術 434号』（映画芸術社）においては実写映画版『毎日かあさん』（2011年2月5日、松竹）の論評を載せるなどの文才を見せている。SM雑誌にはコラムも書いており、『S&Mスナイパー』（ワイレア出版）『SMセレクト』（東京三世社）にエッセーの連載、成人誌『ムサシ』（若生出版）にて可愛金魚名義で官能小説の執筆もしている。
1988年10月には、中村京子、中山久美子らとセクシーファイターズというグループでストリップ巡業も行った。
常に出演作が途切れることなく、「断続的に出演を続けている女優の中では現在(1999年)最も長いキャリアを持っている。」と評価されたこともあった。
雑誌、『GORO』（小学館）で橋本杏子と共に『CHOME CHOME宅配便』というコーナーを持っていた。
2001年より新宿ゴールデン街で飲食店『銀河系』を経営していたが、2015年10月30日を以て経営権を譲渡した。
1985年度ズームアップ映画祭アイドル新人賞、1987年度第9回ズームアップ映画祭助演女優賞、1990年度第3回ピンク大賞女優賞、1992年度第5回ピンク大賞女優賞、1994年度第7回ピンク大賞女優賞受賞。

## 作品

### ポルノ映画
- 女教師肉体遊戯（1984年3月31日、大蔵映画）
- 連続！柔肌犯し（1984年3月31日、ミリオンフィルム）
- 痴漢暴発電車（1984年3月、大蔵映画）
- 人妻股ぐらいじめ（1984年4月30日、大蔵映画）
- 女高生猟色（1984年4月、ミリオンフィルム）主演
- 蒼い体験 花芯のいたみ（1984年5月31日、ミリオンフィルム）
- 感じるスカート おいしい17才（1984年5月31日、新東宝映画）
- どっちが強漢（1984年5月、東活）主演
- 性獣のいけにえ（1984年6月30日、新東宝映画）
- ピンクショット もう一度濡らして（1984年6月30日、ミリオンフィルム）
- もっと欲しい（1984年6月、大蔵映画）
- OL 24時 媚娼女（1984年6月、東映セントラルフィルム）主演
- 真昼の切り裂き魔（1984年7月、新東宝映画）被害者の女性役
- 色の飼育（1984年6月、東活）
- 若妻オナニー（1984年6月、大蔵映画）
- 情事ハンター（1984年7月31日、東活）
- 緊縛 鞭と縄（1984年7月、新東宝映画）三沢順子役、ビデオ・タイトル『愛液が縄を流れる』
- ロリータ いけない戯れ（1984年9月30日、大蔵映画）主演 - マコ役
- 初めての性感（1984年9月、東活）
- 悶絶美容師いろ化粧（1984年9月、ミリオンフィルム）
- ポルノサスペンス 餌食（1984年10月、ミリオンフィルム）
- OL襲って奪う（1984年10月、新東宝映画）
- 騙しのテクニック（1984年10月、大蔵映画）主演 - 草野夕子役
- 異常な娘（1984年11月30日、東活）
- 白昼処女誘拐（1984年11月30日、大蔵映画）
- 痴漢のぞき電車（1984年12月、大蔵映画）
- 実録・桃色家族性活（1984年、大蔵映画）麗子役、改題『桃色おニャン子クラブ』
- もっといれて（1984年、東活）
- USAギャルSEXカウンセラー（1984年、大蔵映画）ビデオタイトル『診察室の中 ♀も♂も悩みは解消・・・』
- ザ・クライマックス!夢犯（1985年1月19日、東映セントラルフィルム）主演 - 貴子役
- 狂った触覚 激愛!ロリータ密猟（1985年1月31日、東映セントラルフィルム）主演 - 美香役
- 暴かれた急所（1985年1月31日、大蔵映画）主演 - ショーダンサー百合役
- 美女SMテクニック（1985年1月、新東宝映画）主演
- SEXドキュメント 泣かせ上手（1985年2月2日、にっかつ）
- ナイトエクスタシー 変態飼育（1985年2月28日、ミリオンフィルム）主演、ビデオタイトル『隷女』
- ロリータ ひそかな愉しみ（1985年2月、ミリオンフィルム）
- 黒い下着の女（1985年2月、ミリオンフィルム）伊藤咲子役
- 凌辱!制服処女（1985年2月、新東宝映画）主演、原題『風が吹いたらクレイジーラブ』、ビデオタイトル『処刑!制服処女』
- 異常快感24時（1985年4月15日、大蔵）主演
- 美女 猟色好奇心（1985年4月、ミリオンフィルム）矢島栄子役、ビデオタイトル『ザ・レイプ15 黒い暴行』
- ONANIE遊戯 ザ・痴態（1986年5月、ミリオンフィルム）主演
- エキサイティング・エロ 熱い肌（1986年10月、獅子プロダクション）女教師役、ビデオタイトル『陽星真見子 魔性の呼び声』
- 亜紀子の唇 愛戯（1986年6月、ミリオンフィルム）令子役
- 現役女子大生 下半身FOCUS（1986年7月12日、にっかつ）
- OL暴行汚す（1986年7月、新東宝映画）主演 - ミヨ役
- 猟色!暴行アニマル（1986年10月31日、新東宝映画）
- 人妻・OL・女子大生 蜜のしたたり（1986年11月30日、ミリオンフィルム）
- ミス20才 快感!百合子の本番（1986年 ミリオンフィルム）
- ロリータ バイブ責め（1987年9月19日、にっかつ）DVDタイトル『秘蜜の花園』
- 暴行本番（1987年10月、新東宝映画）
- ハードフォーカス 盗聴〈ぬすみぎき〉（1988年2月29日、新東宝映画）木原の妻役
- 痴漢電車 あぶない太腿（1988年6月、新東宝映画）心理科医 - カズミ役、改題『濡れた太股 揺れる車内で』
- アブノーマル 陰虐（1988年7月、新東宝映画）主演 - 美保役
- 本番ONANIE 指戯（1988年4月30日、新東宝映画）
- 新妻ハードONANIE（1988年4月、新東宝映画）主演
- トリプルエクスタシー けいれん（1988年、新東宝映画）
- 新未亡人下宿 地上げ屋エレジー（1988年9月17日、エクセス）
- OLレイプ 狙われた太腿（1988年9月、新東宝映画）
- 人妻ワイセツ暴行（1988年10月8日、新東宝映画）
- ロリータ恥辱（1988年12月23日、新東宝映画）改題『淫媚楼』
- 変態病棟 SM診療室（1989年8月31日、新東宝映画）主演
- 痴漢電車 お尻自慢（1989年2月、国映）
- 獣 けだもの（1989年3月4日、新東宝映画）
- 若妻不法監禁（1989年3月4日、新東宝映画）
- 姉妹連続レイプ えぐる!（1989年2月28日、エクセス）
- 美穂由紀のマドンナ絶頂（1989年4月29日、エクセス）
- 痴漢電車 中がいいわ（1989年6月3日、新東宝映画）
- 課外授業 暴行（1989年6月24日、新東宝映画）DVDタイトル『羽田に行ってみろ、そこには海賊になったガキどもが今やと出発を待っている』
- 透明人間 極秘ワイセツ（1989年8月12日、新東宝映画）ビデオタイトル『浅野しおり 透明人間 極秘猥褻』
- 若妻 後ろから開く（1989年10月31日、新東宝映画）
- 獣欲魔 乱行（1989年11月30日、新東宝映画）
- (生)本番 奥技快感（1990年1月31日、新東宝映画）主演
- 連続レイプ 変態実験（1990年1月31日、エクセス）
- 破廉恥舌戯テクニック(昭和群盗伝2 月の砂漠)（1990年6月、新東宝映画）主演
- 痴漢電車 柔らかい肌（1990年6月、新東宝映画）社長令嬢・美代役
- 若奥様(秘)ONANIE よすぎます!（1990年6月1日、エクセス）再公開題『羞恥妻 痴態股開き』
- 若奥様(秘)ONANIE くわえ込む（1990年8月3日、エクセス）再公開題『人妻ONANIE 見て、見て、あなた!』
- 色情狂日記 超いんらん（1990年8月31日、新東宝映画）恵子役
- 異常夫婦生活 蜜まみれ（1990年8月31日、新東宝映画）
- 本番婦女暴行（1990年10月、新東宝映画）
- 本番調教師 SM飼育（1990年11月30日、エクセス）再公開題『SM調教師 激しく強く!』
- ザ・放課後ONANIE（1990年12月14日、新東宝映画）アクメのゆかり役、再公開題『ノーパン女子会 異常擦り合い』
- 特写!! 13人ONANIE（1990年12月、新東宝映画）再公開題『人妻13人絶叫黙示録』
- 若妻 しとやかな卑猥（1990年、新東宝映画）ビデオタイトル『背徳世田谷夫人 不倫の憂い』
- 半裸本番 女子大生暴行編（1990年、新東宝映画）別題『連続OLレイプ 餌食』
- 制服私刑(リンチ) ねじり込め!（1991年、エクセス）頼子役、改題『黒タイツの制服 内緒の蕾』
- 悶絶!快感ONANIE（1991年1月12日、新東宝映画）
- 変態性戯 みだらに苛めて!（1991年2月2日、新東宝映画）
- 過剰性欲 エッチな遊び（1991年2月28日、新東宝映画）梅子役
- 未亡人変態地獄（1991年4月26日、エクセス）妻・直子役、改題『白い肌の未亡人 私を苛めて』
- 猥褻暴走集団 獣（1991年5月18日、新東宝映画）
- 痴漢電車 OL感度くらべ（1991年6月21日、エクセス）再公開題『痴漢電車 OL・太股の味』
- 盗撮リポート 陰写!（1991年7月20日、新東宝映画）ビデオタイトル『となりの女子高生』
- 団地妻 不倫丸見え（1991年7月26日、エクセス）再公開題『人妻不倫団地 性欲丸出し』
- 実写本番ONANIE（1991年8月10日、新東宝映画）DVDタイトル『Fカップ ONANIE 巨乳いじり』
- 悶絶OL 異常な前戯（1991年8月31日、新東宝映画）主演
- 発情不倫妻（1991年8月31日、新東宝映画）改題『渇いた女、いけない恋』、別題『東京ダダ No More Never More』
- ザ・ONANIEレズ（1991年9月30日、エクセス）再公開題『本番絶頂 女が女で濡れる夜』『You Are My Cup of Tea』
- 集団痴漢 人妻覗き（1991年10月31日、新東宝映画）別題『海鳴り』
- 本番バイブ折檻（1992年1月24日、エクセス）再公開題『変態折檻 ねじり込め!』
- 緊縛逆さ吊り（1992年1月31日、エクセス）再公開題『拷問逆さ吊り』
- 痴漢電車 乗せて挟んで（1992年2月29日、エクセス）再公開題『痴漢電車 乗って快感!』
- 変質暴行魔（1992年4月30日、大蔵映画）
- 剃毛緊縛魔（1992年5月15日、エクセス）「ぼでごん亭」のママのさおり役、改題『ザ・恥毛と縛り』原題『La Cage -檻-』
- 未亡人ONANIE バイブ狂い（1992年5月29日、エクセス）
- 性感治療 白衣のわななき（1992年6月20日、新東宝映画）女医、悦子役、改題『性感療法 白衣の愛撫』
- ザ・裏本番 生いじり（1992年6月30日、エクセス）再公開題『超淫乱家族 生いじり』
- 最新ピンサロ情痴 激写!!生本番（1992年8月8日、新東宝映画）再公開題『おさわりサロン パンティーのシミ』
- 制服ONANIE 処女の下着（1992年10月10日、新東宝映画）
- 浮気妻 恥辱責め（1992年、エアフィールド）主演、ビデオタイトル『夢の中で犯して殺して』
- 未亡人セックス 熟れ盛り（1992年、新東宝映画）治子役、改題『未亡人の太もも 夜ごと悶えて』、再公開題『若い未亡人 誰かなぐさめて』
- 団地妻 不倫つまみ喰い（1992年、エクセス）再公開題『三十路妻の誘惑 たらし込む!』
- 痴漢電車 通勤下半身（1992年、エクセス）再公開題『欲情電車 狙われたOL』
- 実写 本番ONANIE 未亡人篇（1993年1月8日、新東宝映画）DVDタイトル『実写 快感ONANIE 未亡人篇』
- (生)盗聴リポート 痴話（1993年2月28日、新東宝映画）主演
- 濡れ濡れ 三段責め（1993年2月28日、エクセス）好子役、再公開題『痴女の羨望 淫乱渇く』
- 痴漢通学電車 濡れた制服（1993年4月2日、新東宝映画）
- SEXライフ 熱い夜に抱かれて（1993年4月20日、大蔵映画）ホステス・冴子役、再公開題『おねだり(生)ジュース』
- 巨乳熟女 本番仕込み（1993年5月31日、エクセス）水島かおり役、改題『菊池エリ 熟女の時間で・・・イッて!』
- 媚肉人形（1993年5月31日、大蔵映画）
- 夫婦交換 超快楽（1993年6月25日、新東宝映画）主演、再公開題『変態夫婦 股間にバイブ』
- 高級ソープテクニック3 快感天国（1993年8月25日、新東宝映画）ビデオタイトル『高級ソープテクニック 快感天国』
- 痴漢 半熟処女狩り（1993年9月22日、大蔵映画）
- 痴漢電車 いやらしい行為（1993年、新東宝映画）別題『誕生日』
- 痴漢と覗き 社員女子寮篇（1993年、エクセス）スーパー店長役
- ザ・ペッティング 吸って咬む（1994年3月4日、新東宝映画）店員、里美役、再公開題『ザ・ペッティング 激しい息づかい』
- いやらしい人妻 濡れる（1994年6月10日、新東宝映画）主演
- 狂乱不倫妻 熱いうめき（1994年9月30日、新東宝映画）
- すけべ妻 夫の留守に（1995年1月6日、新東宝映画）
- 愛欲修道院 熟女・痴女・聖女（1995年3月3日、新東宝映画）アケミ役
- 悶絶!!未亡人サロン（1995年4月28日、新東宝映画）DVDタイトル『ピンサロ未亡人 おとこ狂い』
- 悩殺!!セールスレディ 肉体勧誘（1995年6月16日、新東宝映画）主演
- 濃淫女 飲ませて!（1996年1月17日、大蔵映画）
- 牝臭 とろける花芯(俺たちゃ二十一世紀の糞ガキタチ)（1996年7月26日、新東宝映画）
- コギャル・コマダム・人妻・美熟女 淫乱謝肉祭(カーニバル)（1996年8月9日、新東宝映画）幸子役、改題『女喰い こんなドスケベ見たことない』、DVDタイトル『愛人コレクション のけぞる女たち』
- SM教師 教え子に縛られて（1996年8月23日、エクセス）再公開題『破廉恥教師 ブッかけたい!』、ビデオタイトル『奴隷女教師 教え子の生贄』
- イケイケ電車 ハメて、行かせて、やめないで!（1997年5月30日、新東宝映画）
- 淫行家族 義母と女房の妹（1997年6月23日、大蔵映画）義母・静子役
- 差恥妻 痴態股開き（1997年、エクセス）
- 好色夫婦 すすって欲しい（1999年1月16日、大蔵映画）
- セックス・フレンド 濡れざかり（1999年8月27日、新東宝映画）ビデオタイトル『セックス・フレンド 発情』
- 覗かれた不倫妻 主人の目の前で・・・（1999年11月26日、新東宝映画）
- 主婦の性 淫らな野外エッチ（1999年、大蔵映画）
- 母娘ONANIE いんらん大狂艶（1999年、大蔵映画）
- 喪服姉妹 タップリ濡らして（1999年、新東宝映画）主演 - 文子役、再公開題『喪服妻 男狂い』、ビデオタイトル『濡れ濡れ卍妻 喪服で昇天』
- 緊縛縄調教（1999年、エクセス）再公開題『緊縛縄調教 肉いじめ』
- 不倫妻 情炎（2000年3月24日、新東宝映画）主演、アメリカ版タイトル『SNOW/WOMAN』
- 喪服妻 湿恥の香り（2000年9月5日、大蔵映画）稲田の妻役
- 青空 連続する欲望と殺意（2000年9月、新東宝映画）礼子役、別題『果てしない欲情 もえさせて!』
- 芸能(裏)情事 熟肉の感触（2002年2月27日、オーピー映画）菊島久美役、再公開題『ミッドナイト・スキャンダル』
- 熟女・発情 タマしゃぶり（2004年3月9日、新東宝映画）千葉恵子役、改題『タマもの 突きまくられる熟女』、DVDタイトル『たまもの』
- 悶絶ふたまた 流れ出る愛液（2005年9月27日、新東宝映画）典子役、別題『ふ・た・ま・た 悶絶』
- 悶絶 ほとばしる愛欲（2006年10月27日、新東宝映画）浅草の居酒屋の奥さん役、DVDタイトル『ほくろ』
- 淫情 義母と三兄妹（2007年4月27日、新東宝映画）宇野木房子役、DVDタイトル『ながされて 淫情』
- 獣の交わり 天使とやる（2009年2月27日、新東宝映画）二宮佳子役、DVDタイトル『罪 tsumi』

### 一般映画
- きらい・じゃないよ（1991年、ハイライト・フィルム）コカコーラの少女 役
- 三月のライオン（1992年6月10日、アップリンク）古いビルの主婦役
- きらい・じゃないよ2（1992年、ハイライト・フィルム＋インデックス・ガン・オフィス）
- 夢の中で犯して殺して（1992年）主演
- 殺し屋茶村 LUCKY KILLER（1993年6月26日、インデックス・ガン・オフィス）声の出演
- 急にたどりついてしまう（1995年、タフ・ママ）エリ子役
- SUPER-COMING（1995年7月15日、スクエアプランニング）妖精役
- A WEATHER WOMAN お天気お姉さん（1996年9月21日、BOX OFFICE）伊藤清美役
- シャボン玉エレジー（1999年、スタンスカンパニー）レイコ役
- 殺人無頼帖（2000年、DK Production）
- レフト・アローン1（2005年2月5日、スローラーナー）ナレーション
- レフト・アローン2（2005年2月26日、スローラーナー）ナレーション
- 完全なる飼育 赤い殺意（2004年、アートポート）
- ストロベリーショートケイクス（2006年、アップリンク/コムストック）松下 役
- テロリスト 幽閉者（2007年2月3日、スローラーナー）
- ラザロ-LAZARUS-『複製の廃墟』篇（2007年、スピリチュアル・ムービーズ）ナツエ役
- 初戀 Hatsu-Koi（2007年、habakari－cinema＋records）宏毅の母役
- 16 jyu-roku（2007年5月26日、スローラーナー）
- スイートリトルライズ（2010年3月13日、ブロードメディア・スタジオ）
- ヘヴンズ ストーリー（2010年10月2日、ムヴィオラ）眼帯の女の役
- 家族コンプリート（2010年、habakari-cinema+records）キヨミ役
- ぴんくりんく緊縛篇 第壱部（2010年、DK Production）
- 青二才（2013年、娯楽TV/ひかりTV）
- 乃梨子の場合（2014年、国映）
- マリアの乳房（2014年、アルゴ・ピクチャーズ）
- すべすべの秘法（2013年、habakari-cinema+records）リョータの母役
- アイアンガール ULTIMATE WEAPON（2015年1月17日、渋谷プロダクション）マダム役
- 夢の女 ユメノヒト（2016年3月、インターフィルム）
- ろんぐ・ぐっどばい～探偵 古井栗之助～（2017年5月20日、ブロードウェイ）
- 夫がツチノコに殺されました。（2017年7月9日、OP PICTURES） - 五味ケイコ 役[13]
- スティルライフオブメモリーズ（2018年7月21日、オムロ）怜の母役
- 二人静か（2023年11月4日、インターフィルム）[14][15]

### オリジナルビデオ
- お天気お姉さんR（1996年1月25日、バンダイビジュアル）
- 実録 人妻白書（1998年10月23日、ピンクパイナップル）小島聡子役

### その他の映画
- 狂った舞踏会（1988年、ENKプロモーション）
- 狩人たちの触覚（1995年5月2日、ENKプロモーション）
- 十八歳（1996年5月2日、ENKプロモーション）
- 鎖縛 SABAKU（2000年10月28日、ENKプロモーション）

### 脚本
- エクスタシーの涙 恥淫（1995年11月10日、スタンス・カンパニー）出演兼
- 三十路妻のトロケ汁（1996年7月5日、新東宝映画）再公開題『三十路妻連続絶頂』
- 不思議の国のゲイたち PART 1『エチカ』（1997年、ENKプロモーション）監督兼
- 村上麗奈 究極名器妻（1997年8月1日、エクセス）再公開題『村上麗奈 極上けいれん妻』、DVDタイトル『村上麗奈のバブルとイッた女たち』
- どスケベ痴漢電車（1997年10月24日、エクセス）再公開題『痴漢電車 車内はムラムラ』
- 生抜き温泉芸者（1997年11月1日、大蔵映画）

### テレビドラマ
- 東京ストーリーズ 第12回『結婚記念日』（1990年1月18日、フジテレビ）
- J・MOVIE・WARS 欲望だけが愛を殺す『30-アンナ』（1993年、WOWOW）愛人役
- 大島渚の帰る家〜妻・小山明子との53年〜（2013年10月6日、NHK BSプレミアム）

### アダルトビデオ
- 隣のお姉さん 第2集（1984年、ヘラルド・エンタープライズ）滝小夜子名義、他、近江チカ
- ミス本番 理恵子19歳 恥ずかしいけど、本当に・・・してるの（1984年、宇宙企画）城島理恵子名義
- 女子大生アルバイトレポート・1 やめてください! 家庭教師 水野ゆき（1984年、芳友舎）水野ゆき名義
- ザ・ブラック・ハント（1984年、ボックスランド）城島理恵子名義
- SM巨大浣腸 おしこむ（1984年、スタジオ418）
- SM性獣ムチ奴隷 愛咬（1984年、アートビデオ）樋口幸子名義
- びじょびじょ美女 本番しおり（1985年、VIP）可愛金魚名義
- 淫行・蒼い性 白昼バージンレイプ（1986年6月、冨士ビデオ）他、山地美貴
- 妖精 星川ミグ（1987年10月25日、現映社）
- 少女時代 悪夢（1988年10月27日、映研）
- レイプの味は麻薬色・・・（1988年、FA映像出版プロダクト）他、橋本なつみ、宮川恵子
- SMセクシー地帯 乙女の祈り（1990年、アートビデオ）共演、阿木さゆり
- 新・社会的責任 淫虐死闘編（1999年、V&Rプランニング）他、井上華奈、中村京子
- レイプ鬼の棲家（2002年5月1日、ムーディーズ）他、深田涼子、林由美香
- 昭和遊女伝 新吉原の娼妓たち（2002年、アテナ）
- 軽井沢婦人（2005年10月25日、ルビー）他、高嶋ゆうこ、川崎きょうこ

発売日不明
- 聖女調教（エドプロ）
- 夜のお伽話 夜光虫 BED TIME STORY/FAIRY TALE（ハンタープランニング）望月あゆみ名義
- 同性愛 好奇心 2 時代劇スペシャル 大奥（レッツ）他、中村京子、星野まゆみ、風見玲香
- イメージ・縛シリーズ 感度抜群の女を貴方に送る（BON企画）
- イメージ・縛シリーズ 拉致された女達（BON企画）
- ザ・猿轡シリーズ 手拭編（BON企画）
- 黒い強姦魔シリーズ 二十五人目の女（BON企画）
- スキンを売るには（BON企画）

### 舞台
- 乱雪無残（1985年3月22日-3月31日、玉井敬友シアタースキャンダル）
- ゴキブリの作りかた2010（2010年7月8日-11日、ハイライトシアター）
- ねじ式・紅い花（2017年18-21日、月蝕歌劇団）